# Теорија конструкција
Теорија конструкција је стручно-научна дисциплина чији је задатак анализа напона, деформација, односно стабилности конструкција на бази закона механике, крутог и деформабилног тела. Предмет теорије конструкција су они делови инжењерских објеката који осигуравају њихову просторну стабилност, делови које називамо носеће конструкције или кратко носачи.
Две основне области Теорије конструкција су статика конструкција у којој се проучава утицај статичког оптерећења на носаче и динамика конструкција у којој се проучава утицај динамичког оптерећења. Због велике важности проблема стабилности, као посебна област теорије конструкција се издваја и стабилност конструкција.
Теорија конструкција се дели и по врсти носача које изучава. Носачи се састоје или од штапова са правом или кривом осом, или од плоча са равном или кривом средњом површином. Према овој подели носача, теорију конструкција се дели на теорију линијских носача и теорију површинских носача.
Напони и деформације не зависе само од геометријске структуре носача, већ и од његове физичке структуре, тј од понашања материјала под оптерећењем. Два основна облика понашања материјала су еластичност и пластичност, односно еласто-пластично понашање. Посебна област у теорији конструкција је област испитивања носача са вискозним понашањем материјала, тј. од материјала чије деформације зависе од времена трајања оптерећења.